# Igor Malkov
Pour les articles homonymes, voir Malkov.
Igor Malkov (né le 9 février 1965) est un ancien patineur de vitesse soviétique.

## Jeux olympiques
- Medaille d'or sur en 10 000 m en Jeux olympiques d'hiver de 1984 à Sarajevo ( Yougoslavie)
- Medaille d'argent sur en 5000 m en Jeux olympiques d'hiver de 1984 à Sarajevo ( Yougoslavie)